# 威廉·米勒 (手球运动员)
威廉·米勒（德語：Wilhelm Müller，1909年12月5日—1984年2月22日），德国男子手球运动员。他曾代表德国参加1936年夏季奥林匹克运动会手球比赛，获得一枚金牌，他在其中两场比赛中有上场。